# Derecho afgano
El Sistema jurídico de Afganistán se basa en la Sharia o ley islámica, la Constitución de Afganistán y el derecho  consuetudinario. Se ha desarrollado durante siglos y actualmente está cambiando en el contexto de la reconstrucción del estado afgano. La ley suprema del país es la Constitución de Afganistán. Además, existe una legislación compleja que se deriva de diferentes períodos históricos. Por ejemplo, los llamados cuatro volúmenes de derecho civil se desarrollaron sobre la base de modelos egipcios y se promulgaron en la época de la monarquía. Otra legislación entró en vigor en el período de la República Democrática de Afganistán (1978-1992) tras el golpe de Estado dirigido por Mohammed Daud Khan, el  Mujahideen, dentro del  Régimen Talibán (1996-2001) y la actual República Islámica de Afganistán.
El artículo 130 de la Constitución afgana establece que los jueces deben aplicar la constitución y la legislación y solo pueden recurrir a Hanafi fiqh (una de las Escuelas de Derecho Islámico) si no se puede encontrar una norma legal necesaria en el los demás escritos legales.

## Sistema judicial
Bajo el régimen talibán, no existía un estado de derecho o un poder judicial independiente. Se establecieron sistemas judiciales ad-hoc rudimentarios basados en la interpretación talibán de Sharia. Los asesinos eran sometidos a ejecuciones públicas y a los ladrones se les cortó una extremidad o dos (una mano, un pie). Los  Adúlteros eran apedreados hasta la muerte en público. Se dijo que los tribunales talibanes escucharon casos en sesiones que a veces duraban minutos. Las condiciones en las Prisiónes eran muy malas y los prisioneros a menudo no recibían mucha comida. Normalmente, esto era responsabilidad de los familiares de los prisioneros, a quienes se les permitía visitar para proporcionar alimentos una o dos veces por semana. Los que no tenían familiares tuvieron que presentar una petición al consejo local o confiar en otros reclusos.

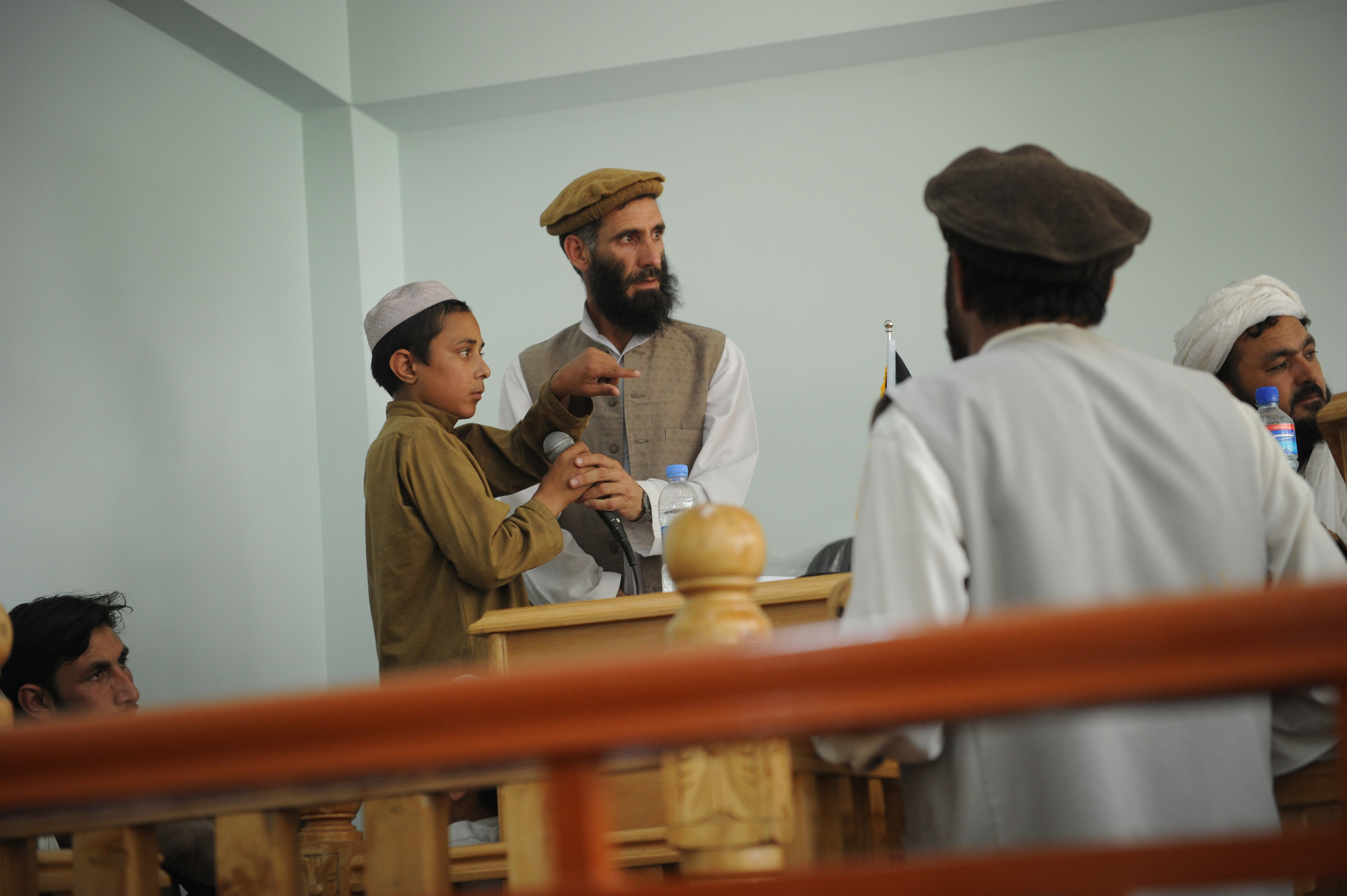
Un joven demandante que testifica durante un juicio penal público en 2011 en un tribunal en Asadabad, Afganistán

En las zonas no controladas por el régimen talibán, solo las autoridades municipales y provinciales se basaron en alguna forma de ley islámica y códigos tribales tradicionales de justicia. La administración e implementación de la justicia variaba de un área a otra y dependía de los caprichos de los comandantes locales u otras autoridades, que podían resumir ejecutar, tortura y aplicar castigos sin referencia a ninguna otra autoridad.
Después del derrocamiento del régimen talibán, el sistema judicial de Afganistán se fragmentó, con conflictos entre instituciones centrales como el  Ministerio de Justicia,  Tribunal Supremo y la oficina del fiscal general. Además, se destruyó la infraestructura del sistema judicial, la ausencia de instalaciones adecuadas para la corte o el ministerio, muebles básicos de oficina y suministros mínimos dificultó el progreso sustancial.
También hubo tensiones entre la formación jurídica religiosa y laica con respecto a los nombramientos de nuevo personal judicial. Hasta que se adoptó la nueva constitución de Afganistán en 2004, el marco legal básico del país consistía en su constitución de 1964 y las leyes y regulaciones existentes en la medida en que estaban de acuerdo con el Acuerdo de Bonn de 2001 y con tratados internacionales en los que Afganistán era parte. El Ministerio de Justicia fue acusado de compilar las leyes afganas y evaluar su compatibilidad con las normas internacionales, pero incluso no tenía textos de leyes afganas, que en gran parte no estaban disponibles, incluso entre abogados, jueces, facultad de derecho y agencias gubernamentales. Durante el régimen talibán, se quemaron libros de leyes.
La Constitución de 2004 estableció un poder judicial independiente bajo la República Islámica. La rama judicial consta de la Suprema Corte de Afganistán, tribunales superiores, tribunales de apelaciones y tribunales locales y de distrito. La Corte Suprema está compuesta por nueve miembros nombrados por el presidente por un período de diez años (no renovables) con la aprobación de Wolesi Jirga. La Corte Suprema tiene el poder de revisión judicial. Los tribunales inferiores aplican  Ley chiita en casos relacionados con asuntos personales para la minoría chiita.